# 道の駅信越さかえ
道の駅信越さかえ（みちのえき しんえつさかえ）は、長野県下水内郡栄村にある国道117号の道の駅である。長野県と新潟県の県境付近に設置されている。

## 施設
- 駐車場
  - 普通車：22台
  - 大型車：6台
  - 身障者用：1台
- トイレ （身障者用のみ24時間利用可能）
  - 男：大 4器、小 8器
  - 女：8器
  - 身障者用：2器
- 公衆電話

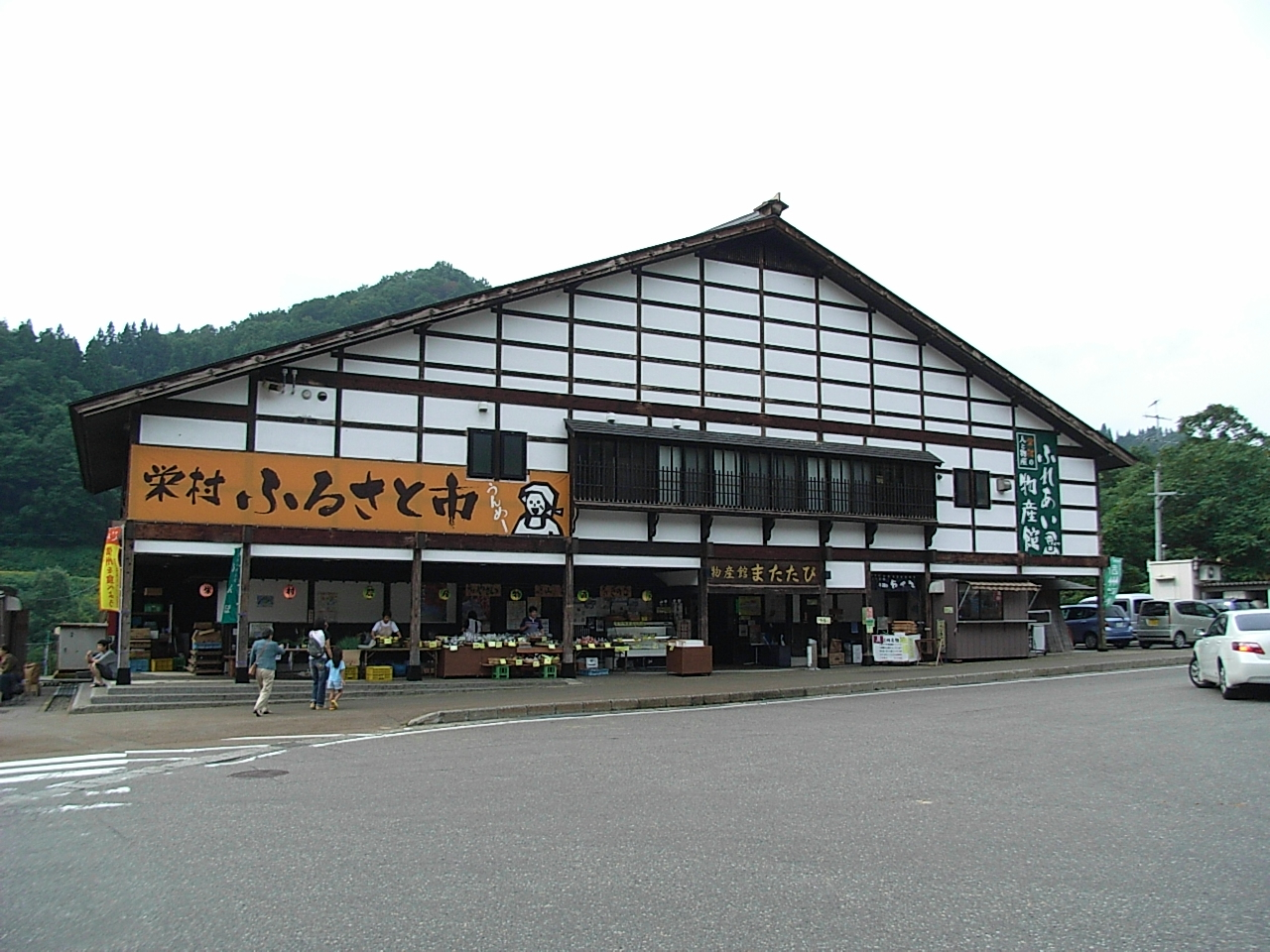
物産館「またたび」

- 物産館「またたび」（9:00 - 18:00）
- 「マテリアーレ」（ソフトクリーム販売）
- 食堂（11:30 - 17:30）

## 定休日
- 毎週火曜日
- 年末年始

## アクセス
- 国道117号 - 登録路線
  - 新潟県道49号小千谷十日町津南線
  - 長野県道507号秋山郷森宮野原停車場線
- 飯山線 森宮野原駅

## 周辺
- 千曲川
- 秋山郷
- 沖ノ原遺跡
- さかえ倶楽部スキー場
- 北野天満温泉